# Monolluma quadrangula
Monolluma quadrangula là một loài thực vật có hoa trong họ La bố ma. Loài này được (Forssk.) Plowes mô tả khoa học đầu tiên năm 1995.